# Solenopsis phoretica
Solenopsis phoretica (лат.) — вид муравьёв рода Solenopsis. Социальные паразиты рода Pheidole. США.

## Этимология
Видовой эпитет S. phoretica образован от греческого слова phoretos, означающего «несущий», что указывает на форетическую связь между голотипом матки вида и царицей гнезда Pheidole dentata, так как первая была найдена прикрепившейся жвалами к стебельку второй.

## Описание
Длина маток около 3 мм (рабочие и самцы неизвестны), основная окраска желтовато-коричневая. Отличается следующими признаками: мандибулы удлинённые, зубцы отсутствуют или являются рудиментарными, за исключением апикальной точки и увеличенного базального угла; наличник вогнутый, гладкий.  Усики 10-члениковые с булавой из двух сегментов. Проподеум невооружённый, без зубцов или шипиков. Между грудью и брюшком расположен тонкий стебелёк, состоящий из двух члеников (петиоль + постпетиоль). Так как матка была обнаружена, прикрепившейся жвалами к стебельку матки муравьёв Pheidole dentata из рода Pheidole, то этот вид является их социальным паразитом. Форетические отношения, при которых паразит прикрепляется к петиолю королевы-хозяина, являются уникальными для муравьев. Королевы Solenopsis daguerrei цепляются за шею королевы-хозяина, обездвиживая её и значительно снижая её репродуктивную способность. Существует также высокоспециализированный паразитический муравей Teleutomyrmex schneideri, королевы которого передвигаются на королеве-хозяине без прикрепления.

## Распространение
Нативный ареал приходится на Флориду (США).

## Систематика
Впервые таксон был описан в 2006 году по голотипу матки из Флориды (США), найденной в 1992 году. С тех пор не был обнаружен ни один новый экземпляр (самцы и рабочие неизвестны). Родовое положение S. phoretica основано на его общем сходстве с королевами таких мелких видов Solenopsis, как Solenopsis carolinensis и Solenopsis abdita. Сходство заключается в наличии двухсегментной усиковой булавы, гладких и блестящих поверхностей, типе и расположении сетчатых пунктур, форме петиоля и постпетиоля. Однако если бы усиковая булава была не двух, а трехсегментной, то вид можно было бы с полным основанием отнести к роду Monomorium. Известен прецедент паразитических видов Solenopsis с редуцированными или отсутствующими клипеальными килями, например, южноамериканского Solenopsis daguerrei. Однако нет никаких доказательств близкого родства S. phoretica с S. daguerrei и его родственниками. У последнего вида отсутствует ряд признаков, характерных для S. phoretica: увеличенные пунктуры с короткими волосками на голове и мезосоме; угловатый субпетиолярный отросток; серповидные мандибулы с сильно выступающим базальным углом. У S. daguerrei петиоль резко изогнут вверху при виде сбоку, постпетиоль узкий при виде сзади, передний край мезонотума слегка выпуклый, нависающий над пронотумом, а внутренние края мандибул косые с четырьмя зубцами (включая вершинный). Возможно родство с обнаруженным в 2008 году на острове Доминика (Карибский бассейн) другим социально-паразитическим видом Solenopsis enigmatica.